# 亚当·罗巴克
亚当·罗巴克（波蘭語：Adam Robak，1957年7月16日—），波兰男子击剑运动员。他曾代表波兰参加1980年夏季奥林匹克运动会击剑比赛，获得男子团体花剑铜牌和男子个人花剑第九名。